# Pește aligator

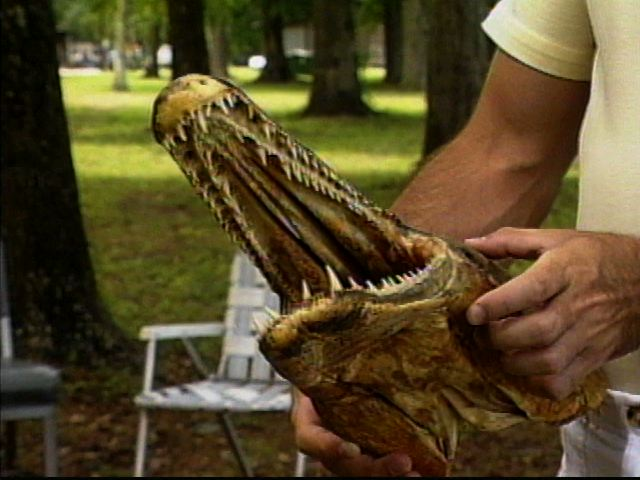
Dinții peștelui aligator dispuși în 2 rânduri

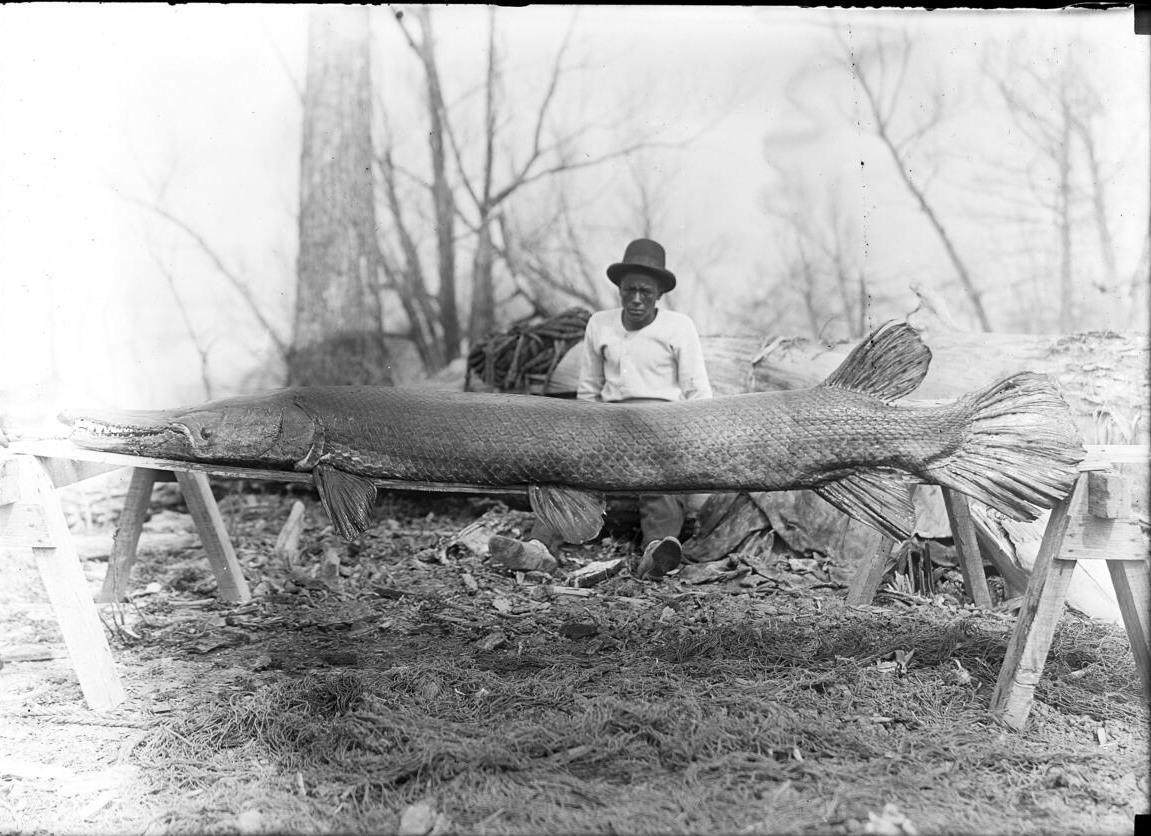
Un pește aligator gigant prins în Moon Lake (SUA) de către Bill Valverde în 1951

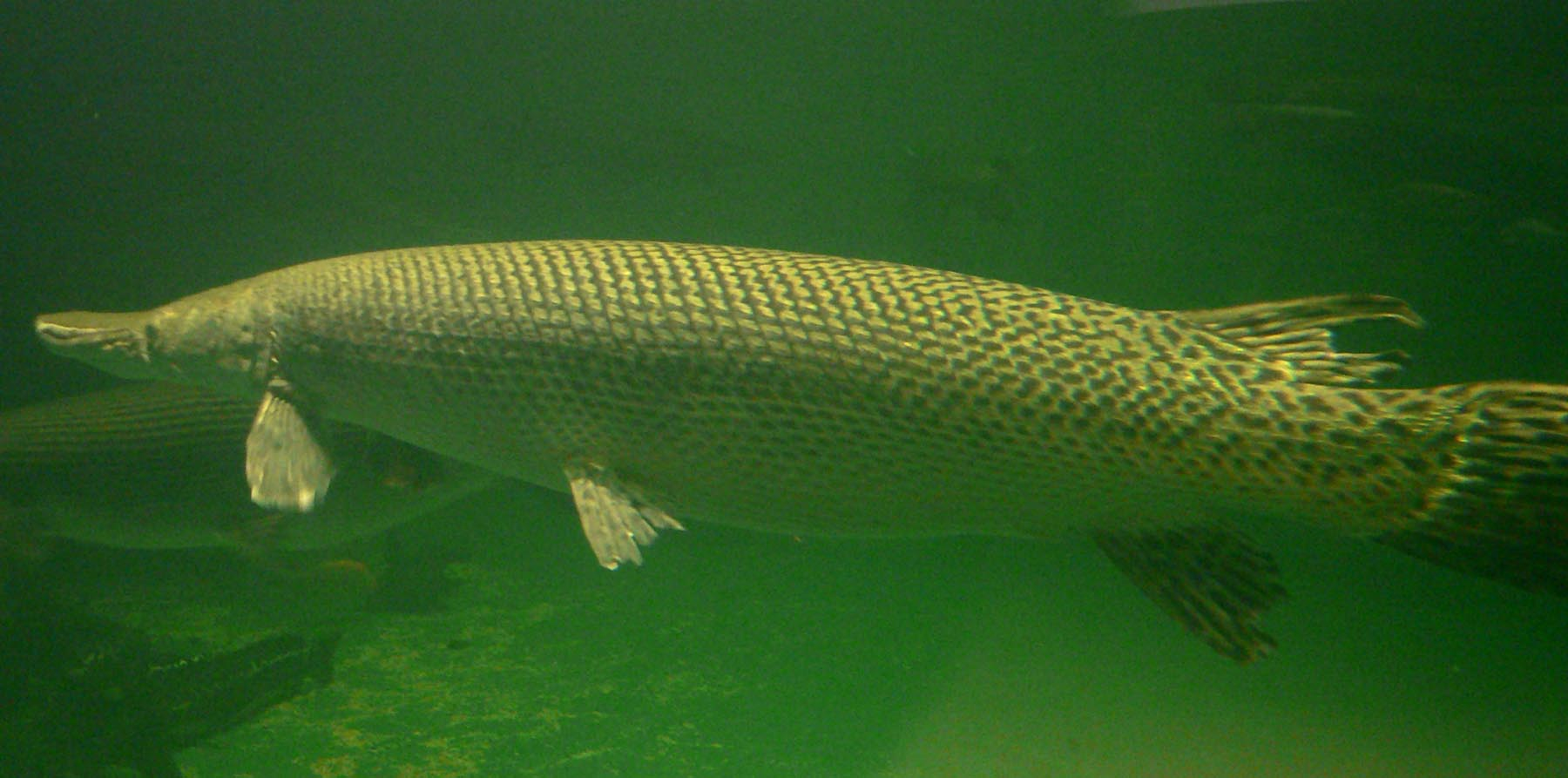
Peștele aligator

Peștele aligator (Atractosteus spatula) este un pește actinopterigian eurihalin din infraclasa holosteilor (Holostei) înrudit cu amia (Amia calva). Fosilele peștelui aligator datează din cretacicul inferior (cu peste un 100 milioane ani în urmă). Este cel mai mare pește din familia lepisosteidelor (Lepisosteidae) și printre cei mai mari pești dulcicoli din America de Nord. Peștii aligator sunt adesea menționați ca "pești primitivi" sau "fosile vii", deoarece ei au păstrat unele caractere morfologice ale strămoșilor lor mai vechi, ca valvula spirală din intestin, care este prezentă și la rechini, și prezența unei respirații duble - acvatică și aeriană. Fălcile alungite prevăzute cu dinți ascuțiți, alcătuiesc un bot lung asemănător cu cel al aligatorilor americani, de unde și numele lor de pești aligator și reprezintă cam 80% din mărimea capului.

## Descrierea
Lungimea maximă atinge 305 cm, iar greutatea maximă este de 137 kg; în mod obișnuit măsoară 200 cm și cântăresc peste 45 kg.
Are corpul acoperit de solzi mici și rombici, iar coloritul este verde-argintiu, mai întunecat pe partea dorsală și mai deschis pe cea ventrală. Ochii sunt mari, pozitionați pe părțile laterale ale capului, acuitatea vizuală este foarte bună. Înotătoarele dorsală și anală sunt mari și poziționate foarte aproape de pedunculul codal, aripioarele ventrale și pectorale sunt alungite și cam de aceeași marime, iar înotătoarea codală este heterocercă.

## Habitatul

### Natural
Peștii aligator pot fi găsiți în habitatul acvatic, cei mai mulți aflându-se în rezervoarele și lacurile sau apa salmastră a estuarelor și golfurilor din sudul Statelor Unite. Aceștia au fost observați ocazional și în Golful Mexic.

### Dincolo de habitatul natural
Câteva observații notabile privind peștii aligator au fost raportate din afara Americii de Nord. În noiembrie 2008, un pește aligator ce măsura de la 1,6 până la 2,0 m a fost prins mai la nord de Esenguli, Turkmenistan de doi oficiali ai Protecției pentru pescuit din Turkmenistan.

## Hrana
Se hrănește în special cu pești și când are ocazia cu crustacee. Dacă este provocat poate să rănească chiar și omul, să muște cu fălcile sale puternice cu dinți ascuțiți. Este atras de mirosul de sânge și de produse alimentare, mănâncă și resturi de pește, de mici animale sau atacă păsări acvatice.

## Reproducerea
Perioada de reproducere poate fi în lunile de primăvară sau vară în funcție de regiunea în care trăiește. După împerechere femela își depune icrele în apă pe plantele acvatice, acestea nu sunt comestibile drept caviar, din contră sunt otrăvitoare. După o perioadă de numai 7 zile icrele eclozează și apare puietul ce se hrănește cu insecte, larve de insecte și mici crustacee acvatice.

## Starea de conservare
Numărul în declin al peștilor aligatori a condus la eforturi internaționale de monitorizare a populației și de regularizare a pescuitului comercial.